# Federico Pérez Rey
Federico Pérez Rey, également connu sous le nom de Federico Pérez, est un acteur, scénariste et humoriste galicien, né le 11 septembre 1976.

## Carrière

### Télévision
Il est l'un des visages habituels des séries télévisées galiciennes, étant apparu dans Padre Casares, Air Galicia, O show dos Tonechos, Libro de familia et Mareas vivas, entre autres.
Il a également été scénariste pour les séries Terra de Miranda, Pequeno Hotel, O rei da comedia, As leis de Celavella, Máxima audiencia, Zapping Comando et O show dos Tonechos. Depuis avril 2011, il joue le rôle de Moncho dans la série TVG Era visto!.
Il a participé à l'épisode 8 de la troisième saison de La Casa de Papel et à l'épisode 7 de la neuvième saison de La que se avecina.

### Cinéma
Au cinéma, il a participé aux films 18 comidas, Retornos, Mar Adentro, La memoria del agua et Los fenómenos.

## Filmographie

### En tant qu'acteur

#### Télévision
- Mareas vivas (2000)
- Un paso adelante (2003). Dans le rôle de Serafín.
- Pepe Carvalho (2004).
- Libro de familia (2005).
- O show dos Tonechos (2005).
- Los hombres de Paco (2005).
- Pepe o inglés (2006).
- Air Galicia (2007-2009).
- Padre Casares (2008-2014). Dans le rôle de Josito Raña.
- U.C.O. (Unidad Central Operativa) (2007-2009). Dans le rôle d'un avocat.
- Piratas (2011).
- Matalobos (2011).
- Eduardo Barreiros, o Henry Ford galego (2011). Dans le rôle de Ramón.
- Era visto! (2011-2015). Dans le rôle de Moncho.
- Hospital Real (2015).
- Cuéntame cómo pasó (2016).
- La que se avecina (2016).
- Tiempos de guerra (2017). Dans le rôle de Guillermo.
- La casa de papel (2019).
- Néboa (2020). Dans le rôle de Moncho.
- A lei de Santos (2020-).
- El desorden que dejas (2020). Dans le rôle de Demetrio Araújo.

#### Cinéma
- Mar adentro (2004). Dans le rôle d'un conducteur.
- 18 comidas (2010). Dans le rôle de Tuto.
- Retornos (2010). Dans le rôle de Miguel
- Outro máis (2011). Dans le rôle de Beni.
- Os fenómenos (2014). Dans le rôle de Canicova.
- Los Amigos - La Pinícula (2018). Dans le rôle de Domingo.
- A sombra da lei (2018). Dans le rôle d'un commerçant
- Trote (2018). Dans le rôle de Fran.
- Eroski Paraíso (2019). Dans le rôle de l'oncle de Mazaricos.
- Cuñados (2021). Dans le rôle de Modesto
- "As Bestas (2022). Dans le rôle de Mariano

### En tant que réalisateur
- Terra de Miranda (2001).
- Pequeno Hotel (2001).
- O rei da comedia (2002).
- As leis de Celavella (2004-2006).
- Máxima Audiencia (2004).
- O show dos Tonechos (2005).
- Zapping Comando (2006).
- Padre Casares (2011).

## Récompenses et nominations
| Année | Catégorie                              | Titre       | Résultat |
| ----- | -------------------------------------- | ----------- | -------- |
| 2007  | Meilleur acteur dans un rôle principal | Air Galicia | Nommé    |
| 2010  | Meilleur acteur dans un second rôle    | 18 comidas  | Nommé    |
| 2011  | Meilleur acteur dans un rôle principal | Era visto!  | Nommé    |
| 2012  | Meilleur acteur dans un rôle principal | Era visto!  | Nommé    |
| 2013  | Meilleur acteur dans un rôle principal | Era visto!  | Nommé    |
| 2015  | Meilleur acteur dans un rôle principal | Era visto!  | Nommé    |
| 2019  | Meilleur acteur dans un second rôle    | Trote       | Lauréat  |